# Sapiosexualitet

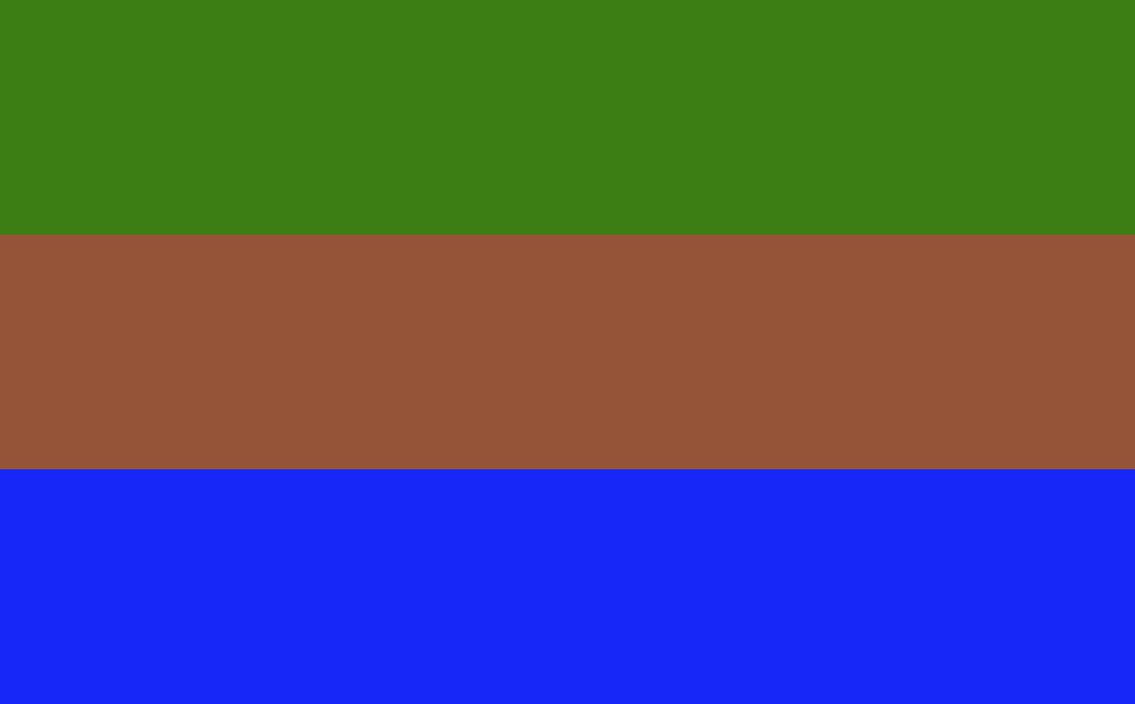
Den sapiosexuella flaggan.

Sapiosexualitet är att attraheras sexuellt av intelligens. För sapiosexuella personer är intelligensen den huvudsakliga faktorn för attraktionen. Sapiosexualitet utesluter inte att en person även attraheras av andra faktorer, såsom utseende och personlighet. Sapiosexualitet är inte en sexuell läggning som heterosexualitet och homosexualitet, utan en preferensinställning vid val av partner.
Termen är uppbyggd från ordet sapiens, som betyder 'vis, klok eller resonlig'. Termen sapiosexualitet är relativt ny, från 1998, men intelligens som attraktionsform beskrevs redan på 380-talet f.Kr. i Symposion av Platon.